# Кускокуим (горный хребет)
Кускокуим или Кускоквим (англ. Kuskokwim Mountains) — горный хребет на юго-западе Аляски.
Высшая точка, Диллингэм-Хай-Пойнт, достигает высоты 1600 м над уровнем моря. Хребет имеет протяжённость около 400 км, ширина — до 80 км. Расположены горы Кускокуим между Юконом и Аляскинским хребтом на территории зон переписи Бетел и Юкон-Коюкук.
Название хребет получил от одноимённой реки. Другая известная река, берущая начало в горах Кускокуим — приток Юкона Новитна.
Впервые горы были описаны геологом Спёрром  во время экспедиции Геологической службы США в 1898 году. Граничащие с долиной Тананы предгорья он назвал Танана-Хиллс.